# Tampa Bay Lightning

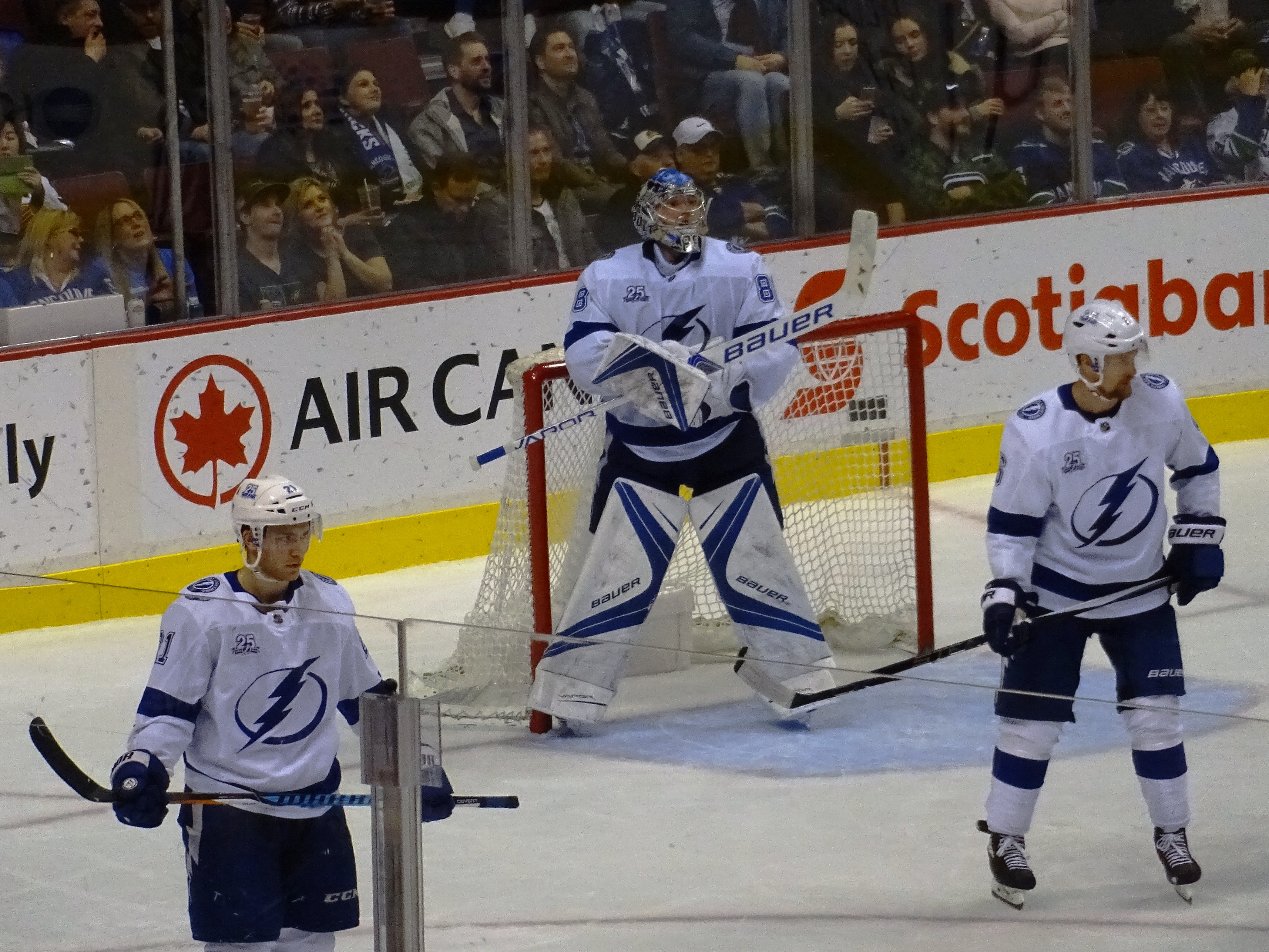
Hokeiści drużyny w sezonie 2017–18

Tampa Bay Lightning – amerykański klub hokejowy z siedzibą w Tampie (Floryda), występujący w lidze National Hockey League (NHL).
Zespół posiada afiliacje w postaci klubów farmerskich w niższych ligach. Tę funkcję pełnią: Syracuse Crunch w American Hockey League (AHL) i Orlando Solar Bears w East Coast Hockey League (ECHL).

## Osiągnięcia
- Puchar Stanleya (3): 2004, 2020, 2021
- Trofeum Prezydentów (1): 2019
- Trofeum Księcia Walii (5): 2004, 2015, 2020, 2021, 2022
- Mistrzostwo konferencji (4): 2004, 2015, 2020, 2021
- Mistrzostwo dywizji (4): 2003, 2004, 2018, 2019

## Sezon po sezonie
| Ostatnie sezony | Ostatnie sezony | Ostatnie sezony | Ostatnie sezony | Ostatnie sezony | Ostatnie sezony | Ostatnie sezony | Ostatnie sezony | Ostatnie sezony | Ostatnie sezony | Ostatnie sezony | Ostatnie sezony | Ostatnie sezony | Ostatnie sezony                                                                                          |
| Sezon           | Konferencja     | Miejsce         | Dywizja         | Miejsce         | Mecze           | Z               | P               | R               | PK              | Pkt             | ZB              | SB              | Wyniki play-off                                                                                          |
| --------------- | --------------- | --------------- | --------------- | --------------- | --------------- | --------------- | --------------- | --------------- | --------------- | --------------- | --------------- | --------------- | --- |
|                 |                 |                 |                 |                 |                 |                 |                 |                 |                 |                 |                 |                 | |
| 2019–20         | Wschodnia       | 2               | Atlantycka      | 2               | 701             | 43              | 21              | —               | 6               | 92              | 245             | 195             | Zwycięstwo z Blue Jackets 4-1 Zwycięstwo z Bruins 4-1 Zwycięstwo z Islanders 4-2 Zwycięstwo ze Stars 4-2 |
|                 |                 |                 |                 |                 |                 |                 |                 |                 |                 |                 |                 |                 | |
| 2018–19         | Wschodnia       | 1               | Atlantycka      | 1               | 82              | 62              | 16              | —               | 4               | 128             | 325             | 222             | Porażka z Blue Jackets 0-4                                                                               |
|                 |                 |                 |                 |                 |                 |                 |                 |                 |                 |                 |                 |                 | |
| 2017–18         | Wschodnia       | 1               | Atlantycka      | 1               | 82              | 54              | 23              | —               | 5               | 113             | 296             | 236             | Zwycięstwo z Devils 4-1 zwycięstwo z Bruins 4-1 Porażka z Capitals 3-4                                   |
|                 |                 |                 |                 |                 |                 |                 |                 |                 |                 |                 |                 |                 | |
| 2016–17         | Wschodnia       | 10              | Atlantycka      | 5               | 82              | 42              | 30              | —               | 10              | 94              | 234             | 227             | Nie zakwalifikowała się                                                                                  |
|                 |                 |                 |                 |                 |                 |                 |                 |                 |                 |                 |                 |                 | |
| 2015–16         | Wschodnia       | 6               | Atlantycka      | 2               | 82              | 46              | 31              | —               | 5               | 97              | 227             | 201             | Zwycięstwo z Red Wings 4-1 Zwycięstwo z Islanders 4-1 Porażka z Penguins 3-4                             |

| Sezony od 2010/2011 do 2014/2015 | Sezony od 2010/2011 do 2014/2015 | Sezony od 2010/2011 do 2014/2015 | Sezony od 2010/2011 do 2014/2015 | Sezony od 2010/2011 do 2014/2015 | Sezony od 2010/2011 do 2014/2015 | Sezony od 2010/2011 do 2014/2015 | Sezony od 2010/2011 do 2014/2015 | Sezony od 2010/2011 do 2014/2015 | Sezony od 2010/2011 do 2014/2015 | Sezony od 2010/2011 do 2014/2015 | Sezony od 2010/2011 do 2014/2015 | Sezony od 2010/2011 do 2014/2015 | Sezony od 2010/2011 do 2014/2015                                                                        |
| Sezon                            | Konferencja                      | Miejsce                          | Dywizja                          | Miejsce                          | Mecze                            | Z                                | P                                | R                                | PK                               | Pkt                              | ZB                               | SB                               | Wyniki play-off                                                                                         |
| -------------------------------- | -------------------------------- | -------------------------------- | -------------------------------- | -------------------------------- | -------------------------------- | -------------------------------- | -------------------------------- | -------------------------------- | -------------------------------- | -------------------------------- | -------------------------------- | -------------------------------- | --- |
|                                  |                                  |                                  |                                  |                                  |                                  |                                  |                                  |                                  |                                  |                                  |                                  |                                  | |
| 2014–15                          | Wschodnia                        | 3                                | Atlantycka                       | 2                                | 82                               | 50                               | 24                               | —                                | 8                                | 108                              | 262                              | 211                              | Zwycięstwo z Red Wings 4-3 Zwycięstwo z Canadiens 4-2 Zwycięstwo z Rangers 4-3 Porażka z Blackhawks 2-4 |
|                                  |                                  |                                  |                                  |                                  |                                  |                                  |                                  |                                  |                                  |                                  |                                  |                                  | |
| 2013–14                          | Wschodnia                        | 3                                | Atlantycka                       | 2                                | 82                               | 46                               | 27                               | —                                | 9                                | 101                              | 240                              | 215                              | Porażka z Canadiens 0-4                                                                                 |
|                                  |                                  |                                  |                                  |                                  |                                  |                                  |                                  |                                  |                                  |                                  |                                  |                                  | |
| 2012–13                          | Wschodnia                        | 14                               | Południowo-wschodnia             | 4                                | 48                               | 18                               | 26                               | —                                | 4                                | 40                               | 148                              | 150                              | Nie zakwalifikowała się                                                                                 |
|                                  |                                  |                                  |                                  |                                  |                                  |                                  |                                  |                                  |                                  |                                  |                                  |                                  | |
| 2011–12                          | Wschodnia                        | 10                               | Południowo-wschodnia             | 3                                | 82                               | 38                               | 36                               | —                                | 8                                | 84                               | 235                              | 281                              | Nie zakwalifikowała się                                                                                 |
|                                  |                                  |                                  |                                  |                                  |                                  |                                  |                                  |                                  |                                  |                                  |                                  |                                  | |
| 2010–11                          | Wschodnia                        | 5                                | Południowo-wschodnia             | 2                                | 82                               | 46                               | 25                               | —                                | 11                               | 103                              | 247                              | 240                              | Zwycięstwo z Penguins 4-3 Zwycięstwo z Capitals 4-0 Porażka z Bruins 3-4                                |

| Sezony od 1992/1993 do 2009/2010 | Sezony od 1992/1993 do 2009/2010     | Sezony od 1992/1993 do 2009/2010     | Sezony od 1992/1993 do 2009/2010     | Sezony od 1992/1993 do 2009/2010     | Sezony od 1992/1993 do 2009/2010     | Sezony od 1992/1993 do 2009/2010     | Sezony od 1992/1993 do 2009/2010     | Sezony od 1992/1993 do 2009/2010     | Sezony od 1992/1993 do 2009/2010     | Sezony od 1992/1993 do 2009/2010     | Sezony od 1992/1993 do 2009/2010     | Sezony od 1992/1993 do 2009/2010     | Sezony od 1992/1993 do 2009/2010                                                                      |
| Sezon                            | Konferencja                          | Miejsce                              | Dywizja                              | Miejsce                              | Mecze                                | Z                                    | P                                    | R                                    | PK                                   | Pkt                                  | ZB                                   | SB                                   | Wyniki play-off                                                                                       |
| -------------------------------- | ------------------------------------ | ------------------------------------ | ------------------------------------ | ------------------------------------ | ------------------------------------ | ------------------------------------ | ------------------------------------ | ------------------------------------ | ------------------------------------ | ------------------------------------ | ------------------------------------ | ------------------------------------ | --- |
|                                  |                                      |                                      |                                      |                                      |                                      |                                      |                                      |                                      |                                      |                                      |                                      |                                      | |
| 2009–10                          | Wschodnia                            | 12                                   | Południowo-wschodnia                 | 4                                    | 82                                   | 34                                   | 36                                   | —                                    | 12                                   | 80                                   | 217                                  | 260                                  | Nie zakwalifikowała się                                                                               |
|                                  |                                      |                                      |                                      |                                      |                                      |                                      |                                      |                                      |                                      |                                      |                                      |                                      | |
| 2008–09                          | Wschodnia                            | 14                                   | Południowo-wschodnia                 | 5                                    | 82                                   | 24                                   | 40                                   | —                                    | 18                                   | 66                                   | 210                                  | 279                                  | Nie zakwalifikowała się                                                                               |
|                                  |                                      |                                      |                                      |                                      |                                      |                                      |                                      |                                      |                                      |                                      |                                      |                                      | |
| 2007–08                          | Wschodnia                            | 15                                   | Południowo-wschodnia                 | 5                                    | 82                                   | 31                                   | 42                                   | —                                    | 9                                    | 71                                   | 223                                  | 267                                  | Nie zakwalifikowała się                                                                               |
|                                  |                                      |                                      |                                      |                                      |                                      |                                      |                                      |                                      |                                      |                                      |                                      |                                      | |
| 2006–07                          | Wschodnia                            | 7                                    | Południowo-wschodnia                 | 2                                    | 82                                   | 44                                   | 33                                   | —                                    | 5                                    | 93                                   | 253                                  | 261                                  | Porażka z Devils 2-4                                                                                  |
|                                  |                                      |                                      |                                      |                                      |                                      |                                      |                                      |                                      |                                      |                                      |                                      |                                      | |
| 2005–06                          | Wschodnia                            | 8                                    | Południowo-wschodnia                 | 2                                    | 82                                   | 43                                   | 33                                   | —                                    | 6                                    | 92                                   | 252                                  | 260                                  | Porażka z Senators 1-4                                                                                |
|                                  |                                      |                                      |                                      |                                      |                                      |                                      |                                      |                                      |                                      |                                      |                                      |                                      | |
| 2004–05                          | sezon nie odbył się z powodu lokautu | sezon nie odbył się z powodu lokautu | sezon nie odbył się z powodu lokautu | sezon nie odbył się z powodu lokautu | sezon nie odbył się z powodu lokautu | sezon nie odbył się z powodu lokautu | sezon nie odbył się z powodu lokautu | sezon nie odbył się z powodu lokautu | sezon nie odbył się z powodu lokautu | sezon nie odbył się z powodu lokautu | sezon nie odbył się z powodu lokautu | sezon nie odbył się z powodu lokautu | sezon nie odbył się z powodu lokautu                                                                  |
|                                  |                                      |                                      |                                      |                                      |                                      |                                      |                                      |                                      |                                      |                                      |                                      |                                      | |
| 2003–04                          | Wschodnia                            | 1                                    | Południowo-wschodnia                 | 1                                    | 82                                   | 46                                   | 22                                   | 8                                    | 6                                    | 106                                  | 245                                  | 192                                  | Zwycięstwo z Islanders 4-1 Zwycięstwo z Canadiens 4-0 Zwycięstwo z Flyers 4-3 Zwycięstwo z Flames 4-3 |
|                                  |                                      |                                      |                                      |                                      |                                      |                                      |                                      |                                      |                                      |                                      |                                      |                                      | |
| 2002–03                          | Wschodnia                            | 3                                    | Południowo-wschodnia                 | 1                                    | 82                                   | 36                                   | 25                                   | 16                                   | 5                                    | 93                                   | 219                                  | 210                                  | Zwycięstwo z Capitals 4-2 Porażka z Devils 1-4                                                        |
|                                  |                                      |                                      |                                      |                                      |                                      |                                      |                                      |                                      |                                      |                                      |                                      |                                      | |
| 2001–02                          | Wschodnia                            | 13                                   | Południowo-wschodnia                 | 3                                    | 82                                   | 27                                   | 40                                   | 11                                   | 4                                    | 69                                   | 178                                  | 219                                  | Nie zakwalifikowała się                                                                               |
|                                  |                                      |                                      |                                      |                                      |                                      |                                      |                                      |                                      |                                      |                                      |                                      |                                      | |
| 2000–01                          | Wschodnia                            | 14                                   | Południowo-wschodnia                 | 5                                    | 82                                   | 24                                   | 47                                   | 6                                    | 5                                    | 59                                   | 201                                  | 280                                  | Nie zakwalifikowała się                                                                               |
|                                  |                                      |                                      |                                      |                                      |                                      |                                      |                                      |                                      |                                      |                                      |                                      |                                      | |
| 1999–00                          | Wschodnia                            | 14                                   | Południowo-wschodnia                 | 4                                    | 82                                   | 19                                   | 47                                   | 9                                    | 7                                    | 54                                   | 204                                  | 310                                  | Nie zakwalifikowała się                                                                               |
|                                  |                                      |                                      |                                      |                                      |                                      |                                      |                                      |                                      |                                      |                                      |                                      |                                      | |
| 1998–99                          | Wschodnia                            | 14                                   | Południowo-wschodnia                 | 4                                    | 82                                   | 19                                   | 54                                   | 9                                    | —                                    | 47                                   | 179                                  | 292                                  | Nie zakwalifikowała się                                                                               |
|                                  |                                      |                                      |                                      |                                      |                                      |                                      |                                      |                                      |                                      |                                      |                                      |                                      | |
| 1997–98                          | Wschodnia                            | 13                                   | Atlantycka                           | 7                                    | 82                                   | 17                                   | 55                                   | 10                                   | —                                    | 44                                   | 151                                  | 269                                  | Nie zakwalifikowała się                                                                               |
|                                  |                                      |                                      |                                      |                                      |                                      |                                      |                                      |                                      |                                      |                                      |                                      |                                      | |
| 1996–97                          | Wschodnia                            | 11                                   | Atlantycka                           | 6                                    | 82                                   | 32                                   | 40                                   | 10                                   | —                                    | 74                                   | 217                                  | 247                                  | Nie zakwalifikowała się                                                                               |
|                                  |                                      |                                      |                                      |                                      |                                      |                                      |                                      |                                      |                                      |                                      |                                      |                                      | |
| 1995–96                          | Wschodnia                            | 8                                    | Atlantycka                           | 5                                    | 82                                   | 38                                   | 32                                   | 12                                   | —                                    | 88                                   | 238                                  | 248                                  | Porażka z Flyers 2-4                                                                                  |
|                                  |                                      |                                      |                                      |                                      |                                      |                                      |                                      |                                      |                                      |                                      |                                      |                                      | |
| 1994–95                          | Wschodnia                            | 12                                   | Atlantycka                           | 6                                    | 48                                   | 17                                   | 28                                   | 3                                    | —                                    | 37                                   | 120                                  | 144                                  | Nie zakwalifikowała się                                                                               |
|                                  |                                      |                                      |                                      |                                      |                                      |                                      |                                      |                                      |                                      |                                      |                                      |                                      | |
| 1993–94                          | Wschodnia                            | 12                                   | Atlantycka                           | 7                                    | 84                                   | 30                                   | 43                                   | 11                                   | —                                    | 71                                   | 224                                  | 251                                  | Nie zakwalifikowała się                                                                               |
|                                  |                                      |                                      |                                      |                                      |                                      |                                      |                                      |                                      |                                      |                                      |                                      |                                      | |
| 1992–93                          | Clarence Campbell                    | 11                                   | Norris                               | 6                                    | 84                                   | 23                                   | 54                                   | 7                                    | —                                    | 53                                   | 245                                  | 332                                  | Nie zakwalifikowała się                                                                               |

Legenda:

Z = Zwycięstwa, P = Porażki, R = Remisy (do sezonu 2004/2005), PK = Przegrane po dogrywce lub karnych, Pkt = Punkty, ZB = Bramki zdobyte, SB = Bramki stracone
| Puchar Stanleya | Mistrz Konferencji | Mistrz Dywizji | Awans do play-off | Presidents’ Trophy |

- 1 Sezon zasadniczy ze względu na epidemię koronawirusa został przerwany a następnie zakończony.

## Zawodnicy

### Kapitanowie drużyny
- Paul Ysebaert, 1995–1997
- Mikael Renberg, 1997–1998
- Rob Zamuner, 1998–1999
- Bill Houlder, 1999
- Chris Gratton, 1999–2000
- Vincent Lecavalier, 2000–2001, 2008–2013
- Dave Andreychuk, 2002–2006
- Tim Taylor, 2006–2008
- Martin St. Louis, 2013–2014
- Steven Stamkos, 2014–2024
- Victor Hedman, od 2024

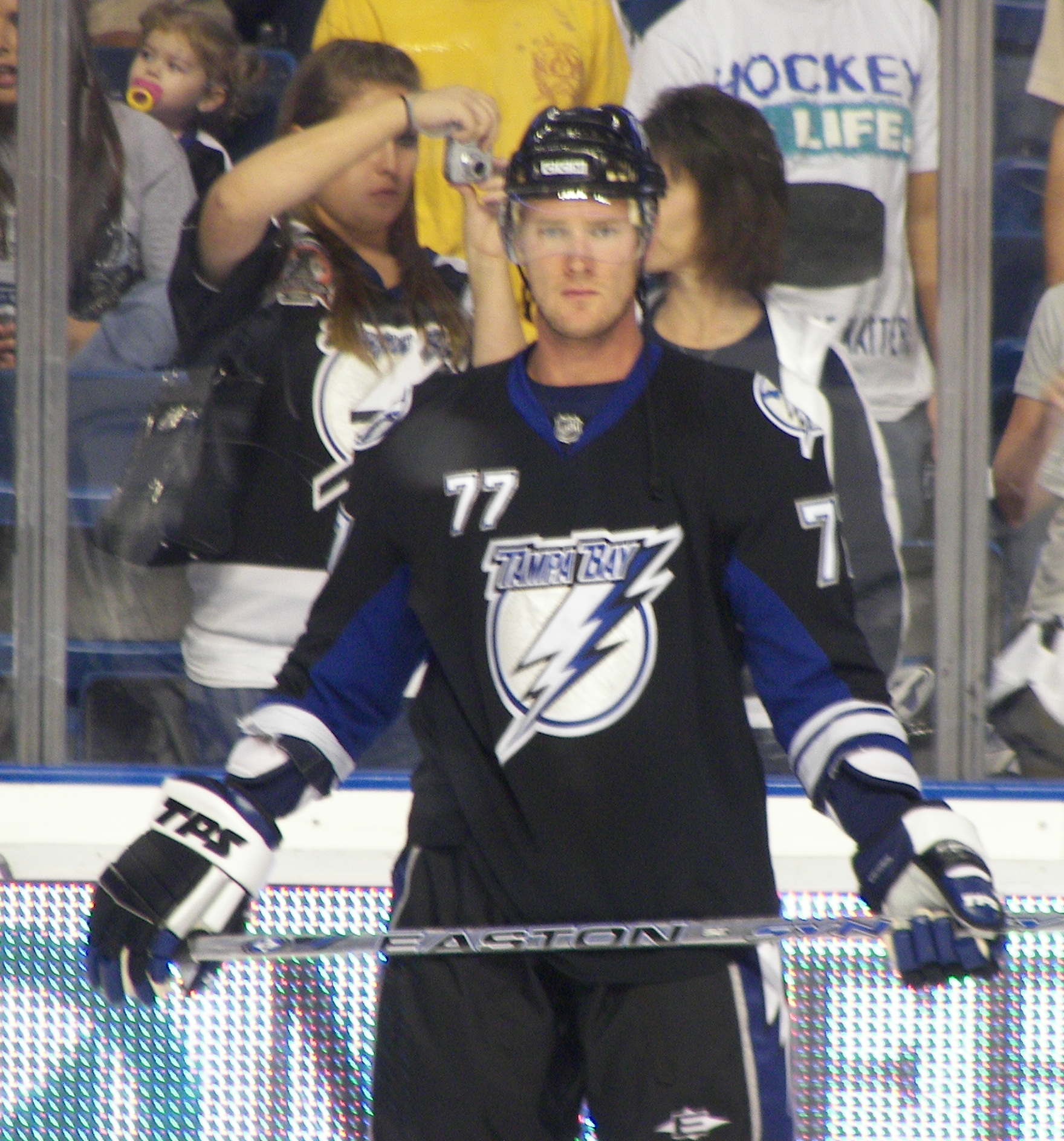
C. Gratton
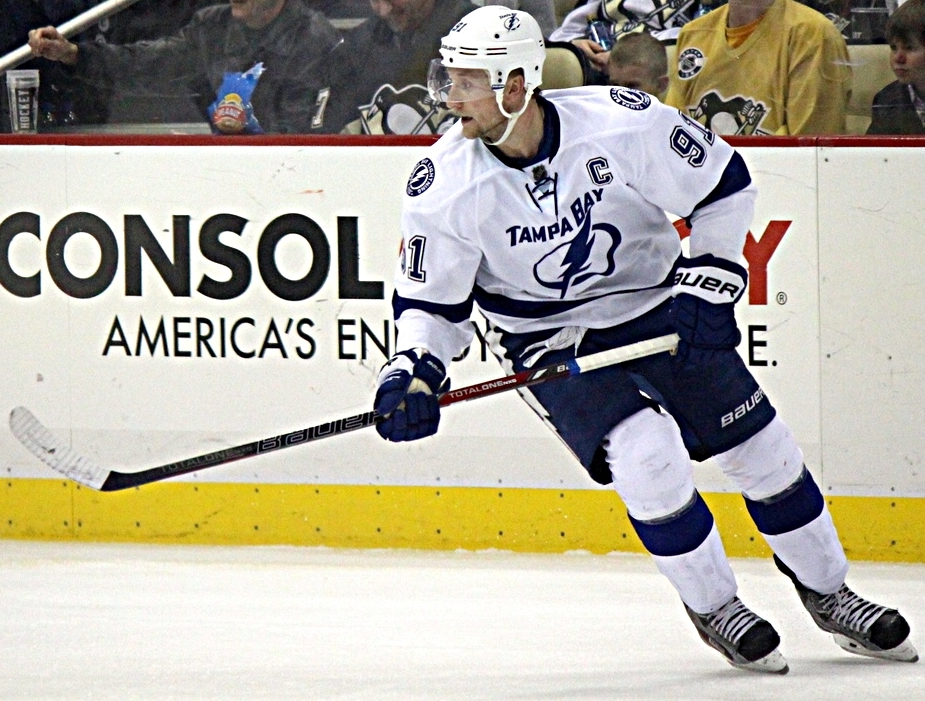
S. Stamkos
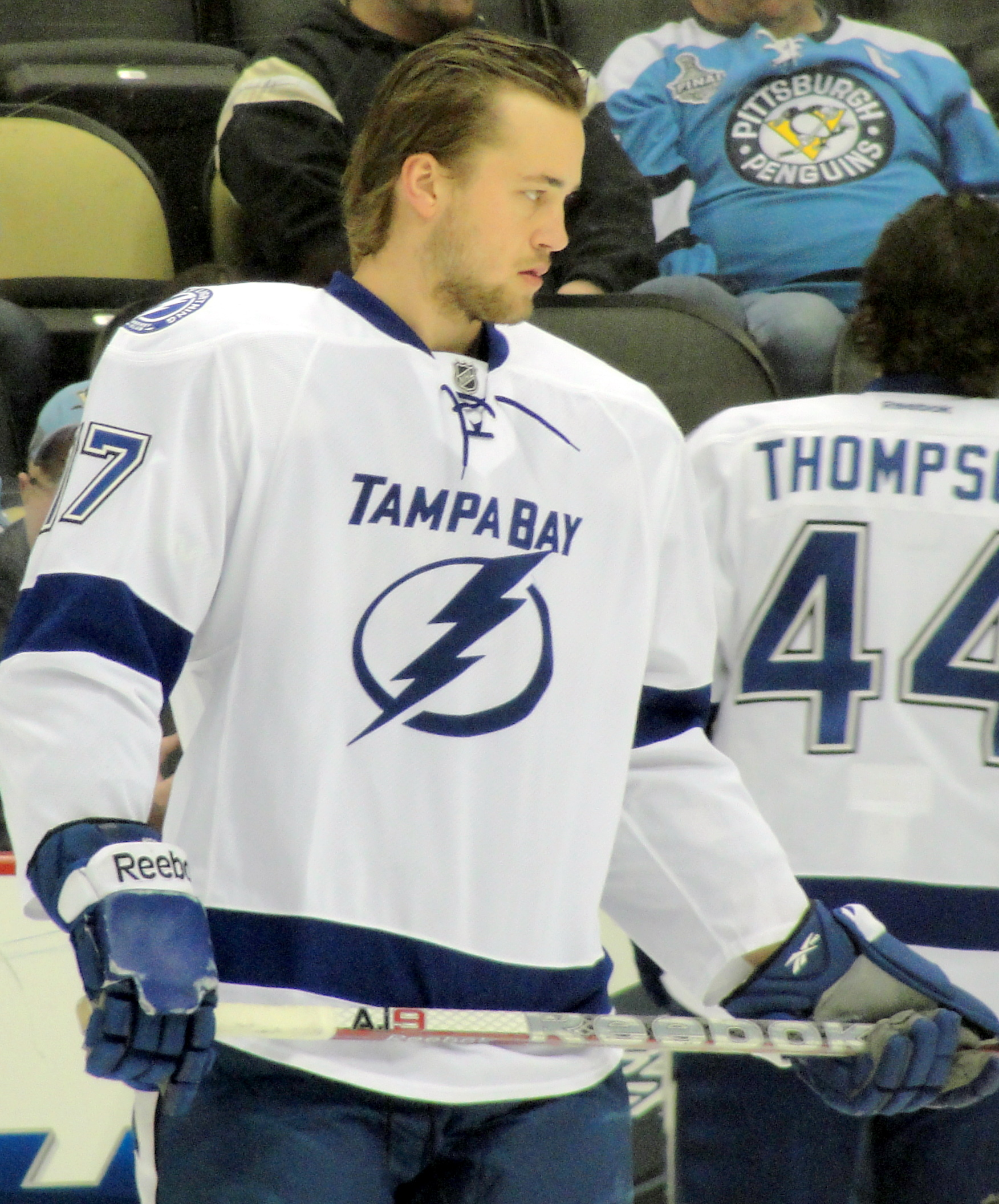
V. Hedman

### Numery zastrzeżone
| Numer | Zawodnik           | Pozycja                              | Kariera                              | Data zastrzeżenia                    |
| ----- | ------------------ | ------------------------------------ | ------------------------------------ | ------------------------------------ |
| 4     | Vincent Lecavalier | Napastnik                            | 1998–2013                            | 10 lutego 2018                       |
| 26    | Martin St. Louis   | Napastnik                            | 2000–2014                            | 13 stycznia 2017                     |
|       |                    |                                      |                                      |                                      |
| 99    | Wayne Gretzky      | Numer zastrzeżony dla całej ligi NHL | Numer zastrzeżony dla całej ligi NHL | Numer zastrzeżony dla całej ligi NHL |

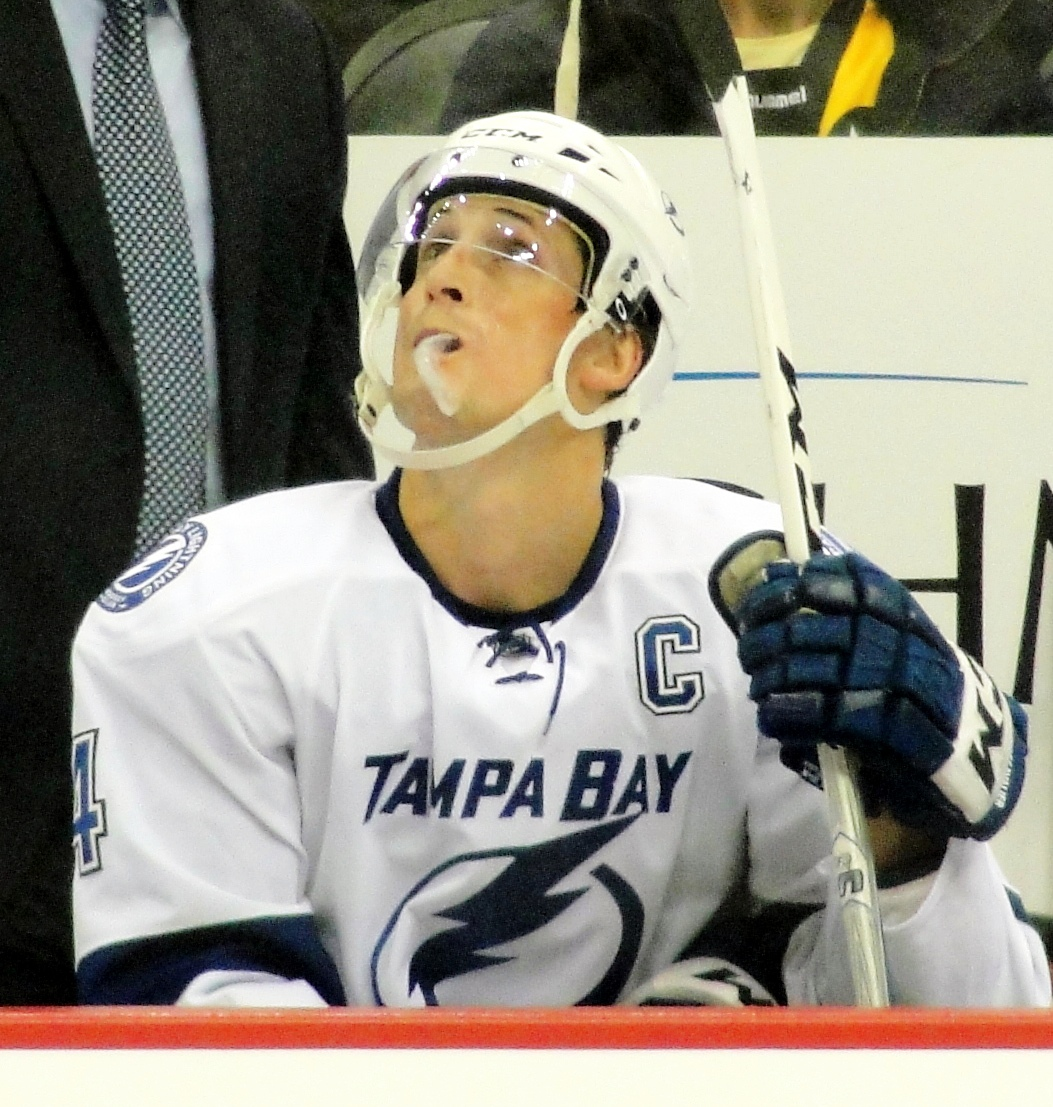
V. Lecavalier
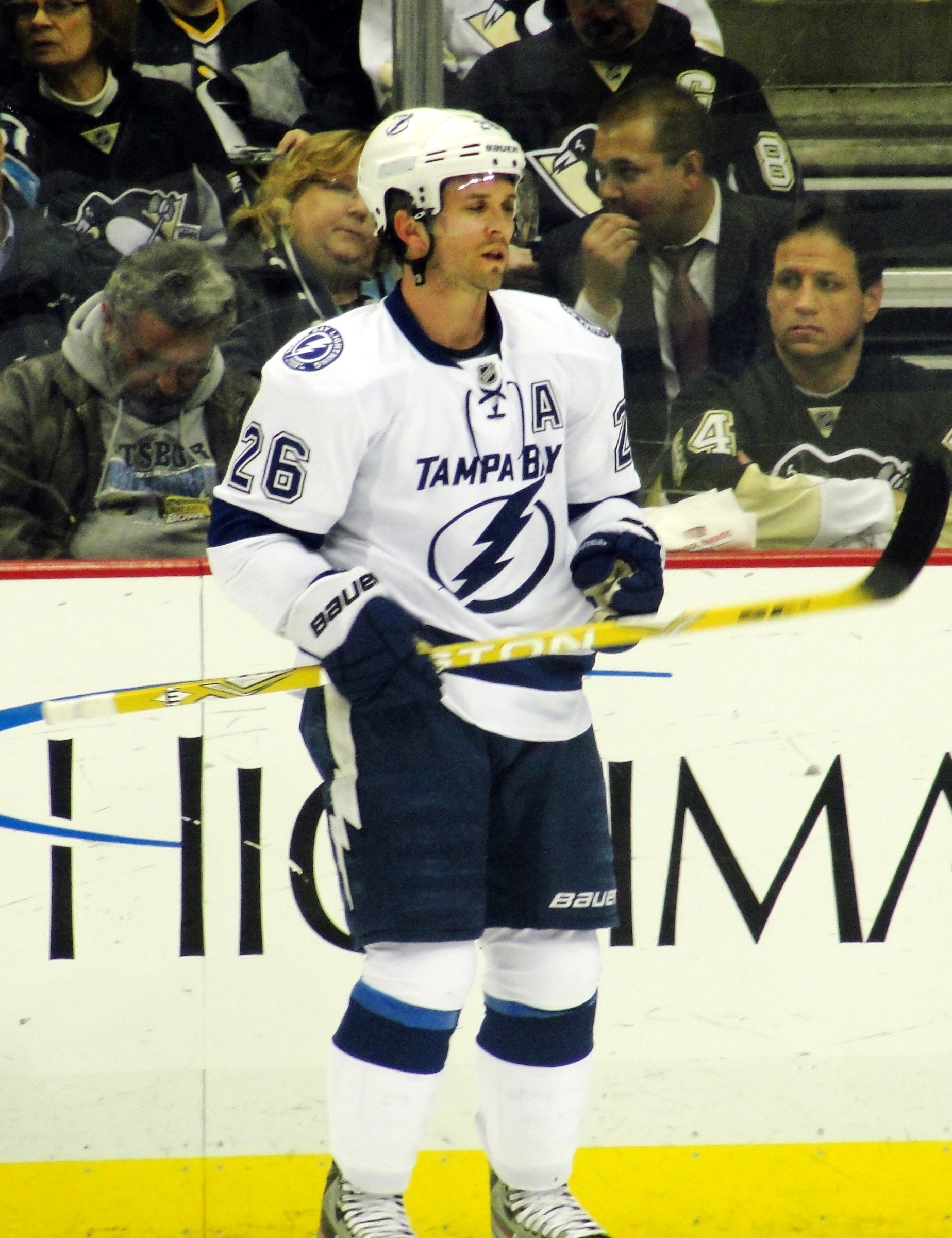
M. St. Louis